# Маршак, Валентин Давыдович
Валенти́н Дави́дович Марша́к  — советский, российский учёный-экономист, Лауреат премии Совета Министров СССР (1982)
Окончил Ленинградский государственный университет - экономический факультет (1961). Кандидат экономических наук (1969), доктор экономических наук
(1974), доцент (1973), профессор (1982) 

## Биография
Валентин Давыдович Маршак родился в 1938 году в семье командира РККА Маршака Давида Иосифовича.

## Профессиональная деятельность
- Томский государственный университет
- Новосибирский государственный университет
- Институт экономики и организации промышленного производства СО РАН Сибирского отделения Российской академии наук (сокр. ИЭОПП СО РАН)
- Институт математики имени С. Л. Соболева Сибирского отделения Российской академии наук  (сокр. ИМ СО РАН)

## Основные направления научных исследований
- построение и анализ динамических моделей оптимального планирования;
- функционирование многоуровневых экономических систем; формирование оптимальных динамических моделей типа«затраты/выпуск»;
- разработка модели денежного обращения

## Научные труды
- Макаров В.Л., Маршак В.Д. Модели оптимального функционирования отраслевых систем. М. : Экономика, 1979. УДК: 338.26(47+57):330.105
- В.В. Кулешов,  В.А. Крюков, В.Д. Маршак.  В какой системе координат оценивать альтернативы освоения углеводородных ресурсов российской Арктики? 
 Автор более чем 100 научных публикаций, монографий, учебных пособий.

## Педагогическая деятельность
- курс политэкономии социализма,
- спецкурс «Имитационные модели экономики»,
- спецкурс «Моделирование и анализ финансовых взаимодействий»

## Награды
- Медаль «За освоение целинных земель» (1959)
- Серебряная медаль ВДНХ СССР (1979)
- Премия Совета Министров СССР (1981)
- Первая премия на конкурсе СО АН СССР по фундаментальным НИР (1982)
- Вторая премия на конкурсе СО АН СССР по специальным прикладным НИР (1986)

## Семья
Супруга: Маршак Людмила Ивановна (1938 - 2017)
Дети: Андрей  (1962), Татьяна  (1972)